# 폴 세잔 대학교
폴 세잔 대학교(Paul Cézanne University 또는 Paul Cézanne University Aix-Marseille III) 프랑스의 대학교이다. 엑상프로방스와 마르세유에 있다.
1409년 루이 2세 앙쥬에 의해 설립되었다. 현재  22,500명의 학생중 3000명이 국제학생이다. 학교는 인문, 법률, 정치학과 경제에 전문적이지만 정확한 과학기술을 위한 학부도 있다.